# Bakem
Bakem est un village du département du Nkam au Cameroun. Situé dans l'arrondissement de Yabassi, il est localisé à 30 km de Yabassi sur la piste rurale qui lie Yabassi à Ndogjamen et Mabom.

## Population et environnement
En 1967, le village de Bakem avait 71 habitants. La population de Bakem était de 65 habitants dont 35 hommes et 30 femmes, lors du recensement de 2005.